# CONCACAF Caribbean Cup
Der CONCACAF Caribbean Cup (englisch für Karibische-Klubmeisterschaft), bis 2022 CFU Club Championship, ist ein seit 1997 jährlich ausgetragener und von der CONCACAF bzw. deren Unterorganisation Caribbean Football Union (CFU) organisierter Fußball-Vereinswettbewerb für die besten Mannschaften der Mitgliedsverbände, deren Ligen bzw. Klubs die professionellen Lizenzkriterien der CONCACAF erfüllen. Aktuell sind dies: die Dominikanische Republik, Haiti, Jamaika und Trinidad und Tobago. Teilnahmeberechtigt sind in der Regel die nationalen Meister bzw. die in der nationalen Liga am besten platzierten Klubs, wobei die Zahl der Teilnehmer und der teilnehmenden Länder variiert. Der Wettbewerb dient hauptsächlich zur Ermittlung des karibischen Teilnehmers am CONCACAF Champions Cup, für den sich der Sieger qualifiziert.

## Modus
Der Spielmodus wechselte bisher mehrmals zwischen Rundenturnier mit anschließender K.-o.-Phase bzw. Play-off, reinem K.-o.-System und reinem Ligamodus. 2001 und 2002 wurde kein Turniersieger ermittelt. Hier qualifizierten sich beide Gruppensieger für den CONCACAF Champion's Cup. Seit 2018 ist der Wettbewerb ausschließlich den Klubs aus Verbänden mit professioneller Ligastruktur vorbehalten, derzeit aus der Dominikanischen Republik, Haiti, Jamaika und Trinidad & Tobago. Die Klubs der übrigen Verbände spielen um den CFU Club Shield. Dessen Finalisten wiederum sind für den Caribbean Cup qualifiziert.

## Teilnehmer
Aktuell nehmen 10 Mannschaften am Wettbewerb teil. Das Feld der Teilnehmer setzt sich aktuell folgendermaßen zusammen:
- 3 Klubs aus der Dominikanischen Republik
- 3 Klubs aus Jamaika
- 2 Klubs aus Trinidad und Tobago
- 2 Klubs (Sieger und Finalist) aus dem CONCACAF Caribbean Shield

## Die Endspiele und Sieger
| Jahr                   |                                                             | Finale                                                      | Finale                                                      | Finale                                                      |                                                             | Spiel um Platz 3                                            | Spiel um Platz 3  | Spiel um Platz 3  |
| Jahr                   | Sieger                                                      | Ergebnis                                                    | Finalist                                                    | Dritter Platz                                               | Ergebnis                                                    | Vierter Platz                                               |                   |                   |
| ---------------------- | ----------------------------------------------------------- | ----------------------------------------------------------- | ----------------------------------------------------------- | ----------------------------------------------------------- | ----------------------------------------------------------- | ----------------------------------------------------------- | ----------------- | ----------------- |
| CFU Club Championship  |                                                             |                                                             |                                                             |                                                             |                                                             |                                                             |                   |                   |
| 1997                   |                                                             | United Petrotrin                                            | 2:1 n. GG                                                   | Seba United                                                 |                                                             | Notre Dame SC Club Franciscain                              | nicht ausgespielt | nicht ausgespielt |
| 1998                   | Joe Public FC                                               | 1:0                                                         | Caledonia AIA                                               | Waterhouse FC Aiglon du Lamentin                            | nicht ausgespielt                                           | nicht ausgespielt                                           |                   |                   |
| 2000                   | Joe Public FC                                               | (Ligasystem)                                                | W Connection                                                | Harbour View FC                                             | (Ligasystem)                                                | Carioca FC                                                  |                   |                   |
| 2001                   | Defence Force FC W Connection                               | nicht ausgespielt                                           | nicht ausgespielt                                           | SV Nationaal Leger RC Haïtien                               | nicht ausgespielt                                           | nicht ausgespielt                                           |                   |                   |
| 2002                   | W Connection Arnett Gardens FC                              | nicht ausgespielt                                           | nicht ausgespielt                                           | Harbour View FC Violette AC                                 | nicht ausgespielt                                           | nicht ausgespielt                                           |                   |                   |
| 2003                   | San Juan Jabloteh                                           | 2:1 / 1:2 4:2 i. E.                                         | W Connection                                                | Arnett Gardens FC Portmore United                           | nicht ausgespielt                                           | nicht ausgespielt                                           |                   |                   |
| 2004                   | Harbour View FC                                             | 1:1 / 2:1                                                   | Tivoli Gardens FC                                           | Inter Moengotapoe San Juan Jabloteh                         | nicht ausgespielt                                           | nicht ausgespielt                                           |                   |                   |
| 2005                   | Portmore United                                             | 1:2 / 4:0                                                   | SV Robinhood                                                | CSD Barber Northern United                                  | nicht ausgespielt                                           | nicht ausgespielt                                           |                   |                   |
| 2006                   | W Connection                                                | 1:0                                                         | San Juan Jabloteh                                           | Harbour View FC Baltimore SC                                | nicht ausgespielt                                           | nicht ausgespielt                                           |                   |                   |
| 2007                   | Harbour View FC                                             | 2:1                                                         | Joe Public FC                                               | Puerto Rico Islanders                                       | 1:0 / 0:0                                                   | San Juan Jabloteh                                           |                   |                   |
| 2009                   | W Connection                                                | 2:1                                                         | Puerto Rico Islanders                                       | San Juan Jabloteh                                           | 2:1                                                         | Tempête FC                                                  |                   |                   |
| 2010                   | Puerto Rico Islanders                                       | (Ligasystem)                                                | Joe Public FC                                               | San Juan Jabloteh                                           | (Ligasystem)                                                | Puerto Rico Bayamón                                         |                   |                   |
| 2011                   | Puerto Rico Islanders                                       | 3:1 n. V.                                                   | Tempête FC                                                  | Alpha United                                                | 1:1 n. V. 4:3 i. E.                                         | Defence Force FC                                            |                   |                   |
| 2012                   | Caledonia AIA                                               | 1:1 n. V. 4:3 i. E.                                         | W Connection                                                | Puerto Rico Islanders                                       | 2:0                                                         | Antigua Barracuda                                           |                   |                   |
| 2013                   | W Connection Valencia FC                                    | nicht ausgespielt                                           | nicht ausgespielt                                           | Caledonia AIA                                               | 1:0 / 2:2                                                   | Portmore United FC                                          |                   |                   |
| 2014                   | Finalrunde nicht ausgespielt                                | Finalrunde nicht ausgespielt                                | Finalrunde nicht ausgespielt                                | Finalrunde nicht ausgespielt                                | Finalrunde nicht ausgespielt                                | Finalrunde nicht ausgespielt                                |                   |                   |
| 2015                   | Central FC                                                  | 2:1                                                         | W Connection                                                | Montego Bay United                                          | 1:0                                                         | Don Bosco FC                                                |                   |                   |
| 2016                   | Central FC                                                  | 3:0                                                         | W Connection                                                | Don Bosco FC                                                | 2:0                                                         | Arnett Gardens FC                                           |                   |                   |
| 2017                   | Cibao FC                                                    | 1:0                                                         | San Juan Jabloteh                                           | Portmore United FC                                          | 3:2                                                         | Central FC                                                  |                   |                   |
| 2018                   | Atlético Pantoja                                            | 0:0 6:5 i. E.                                               | Arnett Gardens FC                                           | Portmore United FC                                          | 2:1                                                         | Central FC                                                  |                   |                   |
| 2019                   | Portmore United FC                                          | (Ligasystem)                                                | Waterhouse FC                                               | AS Capoise                                                  | (Ligasystem)                                                | Real Hope FA                                                |                   |                   |
| 2020                   | Finalrunde aufgrund der COVID-19-Pandemie nicht ausgespielt | Finalrunde aufgrund der COVID-19-Pandemie nicht ausgespielt | Finalrunde aufgrund der COVID-19-Pandemie nicht ausgespielt | Finalrunde aufgrund der COVID-19-Pandemie nicht ausgespielt | Finalrunde aufgrund der COVID-19-Pandemie nicht ausgespielt | Finalrunde aufgrund der COVID-19-Pandemie nicht ausgespielt |                   |                   |
| 2021                   | Cavaly AS                                                   | 3:0                                                         | Inter Moengotapoe                                           | AS Samaritaine Metropolitan FA                              | nicht ausgespielt                                           | nicht ausgespielt                                           |                   |                   |
| 2022                   | Violette AC                                                 | 0:0 n. V. 4:3 i. E.                                         | Cibao FC                                                    | Atlético Vega Real                                          | 1:1 3:1 i. E.                                               | Waterhouse FC                                               |                   |                   |
| CONCACAF Caribbean Cup |                                                             |                                                             |                                                             |                                                             |                                                             |                                                             |                   |                   |
| 2023                   |                                                             | SV Robinhood                                                | 1:0 / 2:0                                                   | Cavalier FC                                                 |                                                             | Moca FC                                                     | 2:1 / 1:1         | Harbour View FC   |
| 2024                   |                                                             | Cavalier FC                                                 | 1:0 / 1:2                                                   | Cibao FC                                                    |                                                             | Real Hope FA                                                | 1:0 / 3:2         | Moca FC           |

## Ranglisten
| Rang | Klub                  | Titel | Jahr(e)    |
| ---- | --------------------- | ----- | ---------- |
| 1    | Central FC            | 2     | 2015, 2016 |
|      | Harbour View FC       | 2     | 2004, 2007 |
|      | Joe Public FC         | 2     | 1998, 2000 |
|      | Portmore United       | 2     | 2005, 2019 |
|      | Puerto Rico Islanders | 2     | 2010, 2011 |
|      | W Connection          | 2     | 2006, 2009 |
| 7    | Atlético Pantoja      | 1     | 2018       |
|      | Caledonia AIA         | 1     | 2012       |
|      | Cavalier FC           | 1     | 2024       |
|      | Cavaly AS             | 1     | 2021       |
|      | Cibao FC              | 1     | 2017       |
|      | SV Robinhood          | 1     | 2023       |
|      | San Juan Jabloteh     | 1     | 2003       |
|      | United Petrotrin      | 1     | 1997       |
|      | Violette AC           | 1     | 2022       |

| Rang | Land                    | Titel |
| ---- | ----------------------- | ----- |
| 1    | Trinidad und Tobago     | 9     |
| 2    | Jamaika                 | 5     |
| 3    | Puerto Rico             | 2     |
|      | Dominikanische Republik | 2     |
|      | Haiti                   | 2     |
| 6    | Suriname                | 1     |